# Alexis Hornbuckle
Pour l’article homonyme, voir Hornbuckle.
Alexis Hornbuckle, née le 16 octobre 1985 à Charleston (Virginie-Occidentale), est une joueuse américaine de basket-ball. 

## Biographie
Elle est formée au lycée Capital High School, avec Renee Montgomery, où elle pratique aussi le saut en hauteur et le football. Elle est nommée All-American par la WBCA et participe au WBCA High School All-America Game de 2004, où elle score huit points et est nommée MVP.
En NCAA, elle joue aux Volunteers du Tennessee avec les futures joueuses WNBA Candace Parker, Shannon Bobbitt et Nicky Anosike, avec lesquelles elle remporte deux titres NCAA. Elle y établit un nouveau record d'interceptions de l'université. En 2007, elle participe aux  Pan American Games à Rio de Janeiro, où les États-Unis remportent leurs cinq rencontres et la médaille d'or.
Elle est choisie en quatrième position de la Draft WNBA 2008 par le Shock de Détroit. Dès sa première rencontre, elle établit un nouveau record d'interceptions avec sept prises en seulement 19 minutes pour une moyenne de 5,4 points en moyenne annuelle et un premier titre WNBA. 
En 2009, elle intègre le cinq de départ du Shock. En 2010, elle suit le Shock à Tulsa mais est échangée en cours de saison contre Rashanda McCants avec le Lynx du Minnesota, où elle devient remplaçante de Lindsay Whalen. Pour sa seconde saison au Lynx, elle remporte un second titre WNBA. Elle est échangée l'hiver suivante avec le Mercury contre un second tour de draft.
En 2008–2009, elle joue à l'étranger en Turquie au Beşiktaş JK. L'année suivante, elle est en Israël à Ramat HaSharon. En 2010-2011, elle est en Turquie à Tarsus. En 2012-2013, elle commence la saison à Hapoel Tel-Aviv puis rejoint Elitzur Holon, où elle joue pour 18,6 points, 6,4 rebonds par rencontre. Absente de la saison WNBA 2014, elle signe pour un autre club israélien Hapoel Rishon Lezion.

## Distinctions personnelles
- Championne WNBA 2008 et 2008
- Championne WNBA 2008 et 2011
- Meilleure interceptrice en 2008
- All-SEC First Team
- 2007 SEC All-Tournament Team
- 2005 All-SEC Freshmen Team